# Ambraský náčrtník

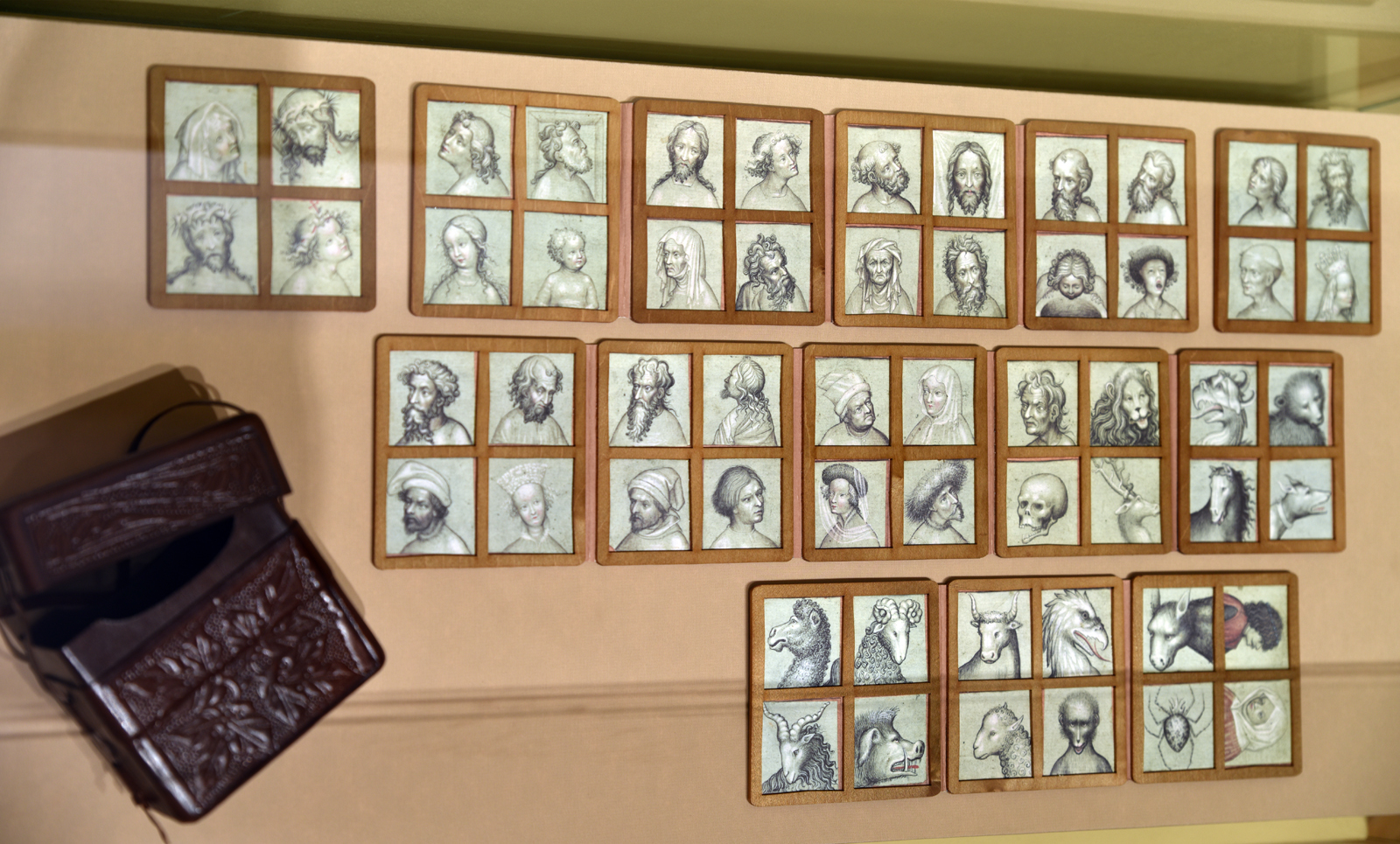
Ambraský náčrtník (kolem 1410), Kunsthistorisches Museum, Vídeň (faksimile)

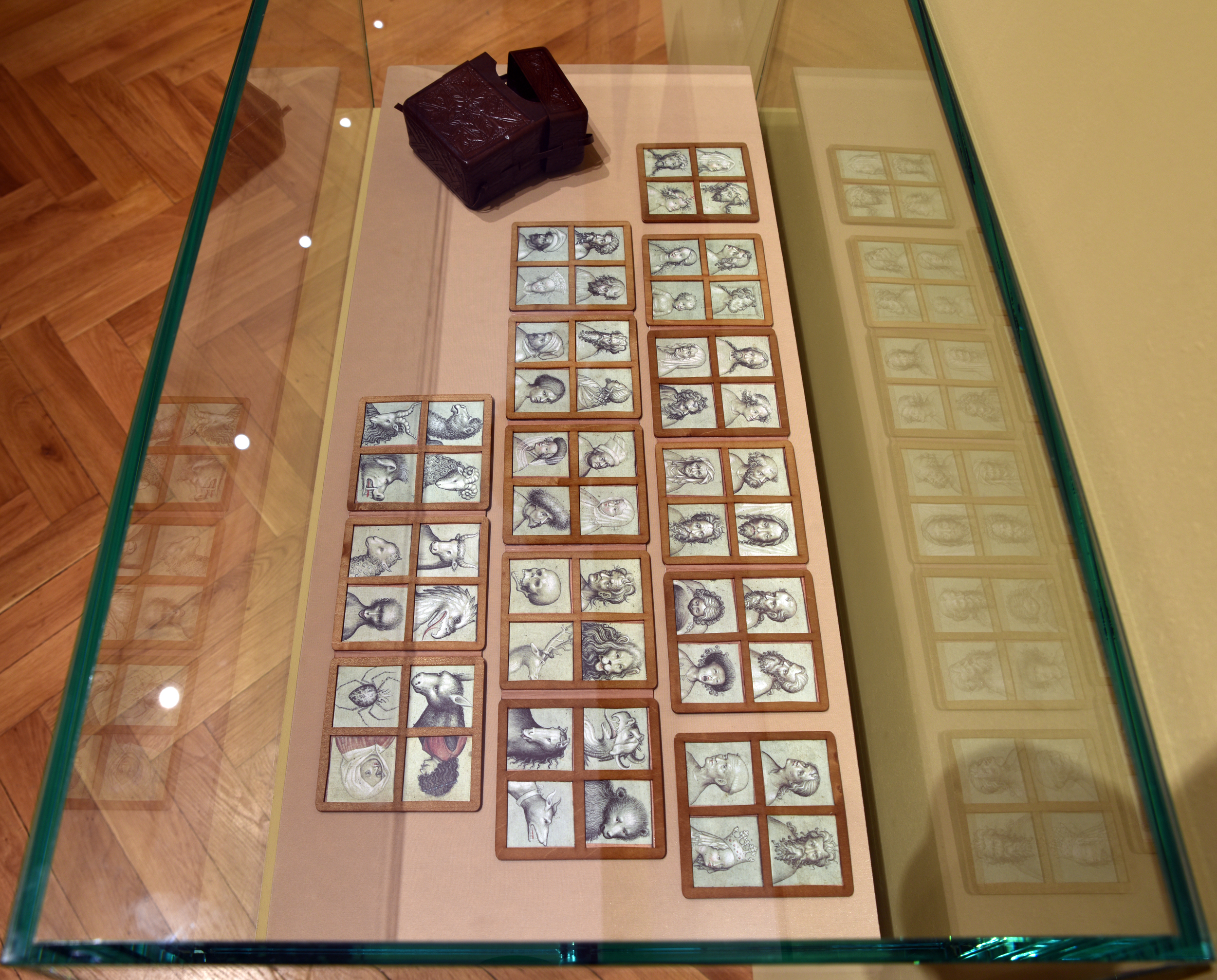
Ambraský náčrtník (kolem 1410), Kunsthistorisches Museum, Vídeň (faksimile)

Ambras(s)ký náčrtník (kolem 1410) je vzácný soubor 56 kreseb malého formátu na 14 dřevěných destičkách, který se dochoval v úplnosti. Nacházel se ve sbírkách arcivévody Ferdinanda II. Tyrolského na zámku Ambras a odtud pochází jeho označení v literatuře. Jedná se o dílo původem z pražského prostředí, které představuje vzorník tváří z různých fází vývoje krásného slohu, pro které byly předlohou deskové malby Mistra Třeboňského oltáře nebo sochařská díla Mistra Týnské Kalvárie a jeho dílny. S náčrtníkem souvisí také typologie tváří tzv. Kapucínského cyklu. Je uložen ve sbírce Kunsthistorisches Museum ve Vídni.

## Popis a zařazení
Náčrtník obsahuje celkem 56 kreseb, seřazených ve skupinách po čtyřech na javorových destičkách velikosti 9,5 × 9 cm a spojených pergamenem do leporela. Kresby jsou provedeny stříbrnou tužkou na speciálně upraveném zelenavém papíru a vytaženy jemným štětečkem černou barvou, místy modelovány bělobou a červenými akcenty. Svým charakterem se blíží raným kresbám Mistra Mandevillova cestopisu, který byl dvorním iluminátorem Václava IV. a rovněž ilustrátorem Martyrologia z Gerony. Svou virtuozitu umělec demonstruje např. v mnoha variantách účesů a vousů, ale obličeje jsou stylizované a typizované. Provedení technikou semi-grisaille naznačuje, že autor působil v oblasti knižní malby.
Destičky byly uspořádány do dvou celků po osmi a čtyřech kresbách a dvě zůstaly volné. K náčrtníku se dochovalo originální kožené pouzdro zdobené akantovými ornamenty. Původně byl vzorník zřejmě seřazen do tří hierarchických skupin – biblické postavy, profánní osoby v dobovém oděvu a zvířecí podoby. Dva portréty ženy a muže pocházejí od jiného autora, činného ve 30. letech 15. století.
V kresbách jednoznačně převažují prvky odvozené z českého prostředí a náčrtník zachycuje některé kodifikované obličejové typy krásného slohu. Historikové umění soudí, že soubor kreseb zhotovil anonymní malířský tovaryš, který byl obeznámen také s frankoflámsky orientovanou českou knižní malbou (Mistr Antverpské bible). Hlava ukřižovaného Krista je stejného typu jako na Ukřižování ze sv. Barbory Mistra Třeboňského oltáře, hlava světce v sousedství korunované Panny Marie je příbuzná sv. Jiljí z Třeboňského oltáře. Typově k dílům Mistra Třeboňského oltáře přísluší i hlavy některých apoštolů z náčrtníku nebo sv. Zikmund, blízký stejnému světci na Votivní desce z Dubečka (někdy považovaný za kryptoportrét Zikmunda Lucemburského). Uváděné analogie s Oltářem z Pähl rovněž souvisejí s dílem Mistra Třeboňského oltáře. Severoitalskou složku internacionálního slohu připomínají pijící a zpívající figury zobrazené z nadhledu a podhledu. Několik kreseb, které se vymykají formalistické vázanosti na krásný sloh, již má charakter naturalistického portrétu. Týká se to zejména kreseb zloduchů – např. tvář považovaná za prototyp lotra ke scéně Ukřižování.
Autor kreseb měl cit pro plastické ztvárnění některých hlav, které mohly mít předlohu v dřevořezbách z dílny Mistra Týnské Kalvárie (Bolestný Kristus) i jiných sochařských dílech (Sv. Mikuláš z Vyššího Brodu, Sv. Zikmund z rámu Svatovítské madony). Portréty sv. Petra a sv. Pavla v náčrtníku úzce souvisejí s relikviářovými bystami obou apoštolů z arcibiskupského paláce v Praze. Umělec pravděpodobně inspiroval typ i kompozici apoštolských hlav Kapucínského cyklu, které se mu blíží mírou tvarového zjednodušení. Někteří badatelé soudili, že mohl pracovat ve stejné dílně, kde cyklus vznikl. Oproti hladké modelaci hlav Kapucínského cyklu jsou však kresby náčrtníku ostře realistické, se sklonem k naturalismu. Představují také větší škálu lidských typů. Mladší analogie s kresbami náčrtníku lze nalézt v nástěnné malbě (fragment z domu U tykví v Michalské ulici v Praze, po 1420, Muzeum HMP).
V kresbě obličejů je náčrtníku blízký autor scény Zvěstování (Fogg Art Museum v Cambridge), autor bamberského Rationale z Pommersfelden, nebo malíř kodexů z Metten (1414–1415) z Bayerische Staatsbibliotek.
Původně celý soubor patrně sloužil jako dílenský nabídkový vzorník jednotlivých skladebných prvků pro sakrální deskovou malbu na přelomu 14. a 15. století. Byl pomůckou pro pokud možno věrnou reprodukci malířských či sochařských děl, která byla považována za umělecký kánon (vzor k napodobení). Hlavy zvířat zde zastupují tehdy užívané astronomické motivy nebo představují morální alegorie. V 16. století byly skicáky nahrazeny tištěnými příručkami a grafickými listy, reprodukujícími nejslavnější malířská a sochařská díla.

### Detaily

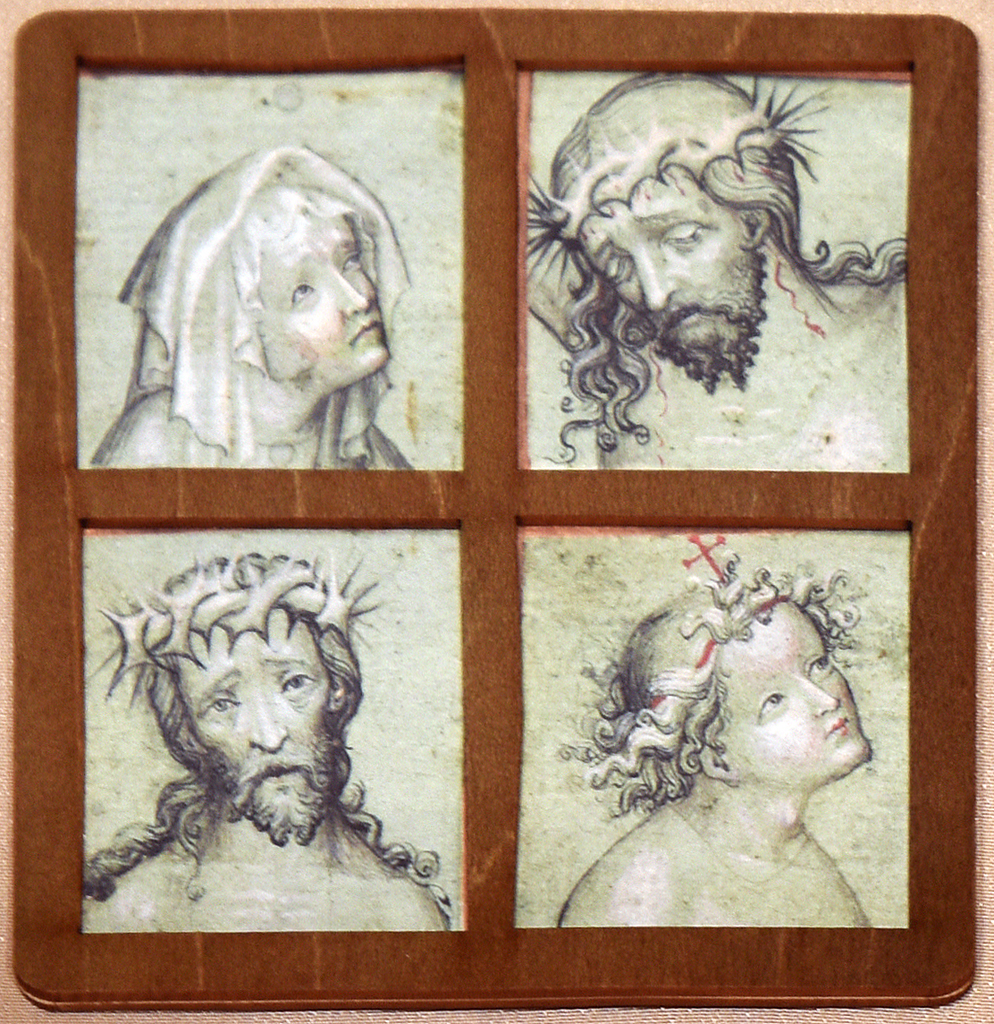
Ambraský náčrtník (detail)
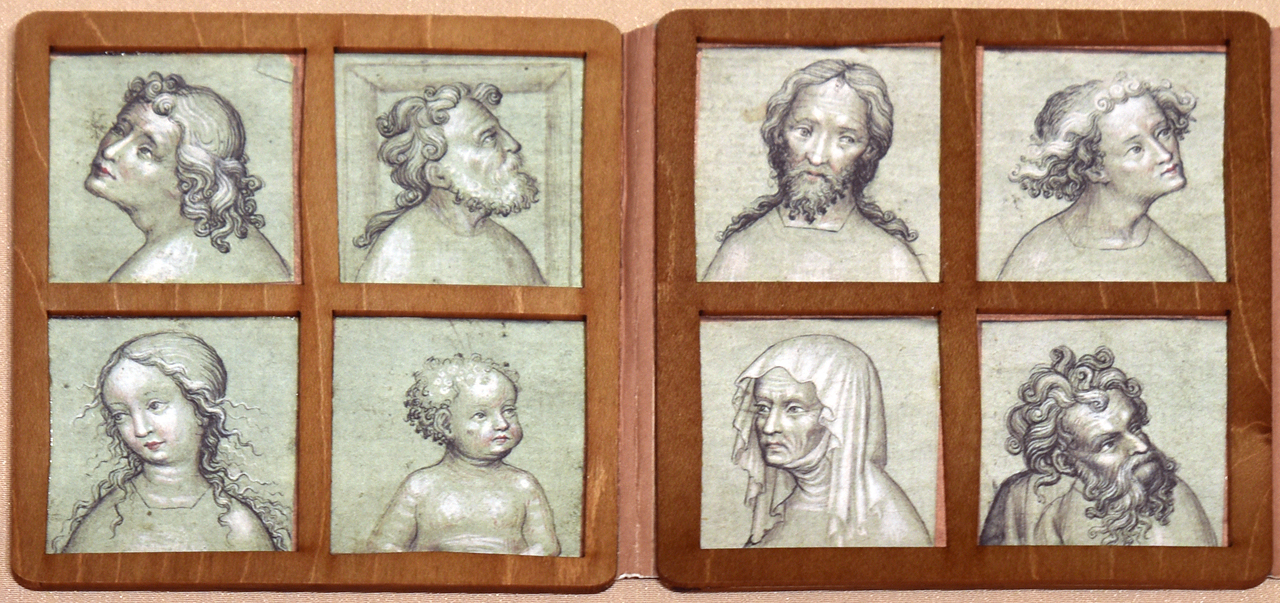
Ambraský náčrtník (detail) III
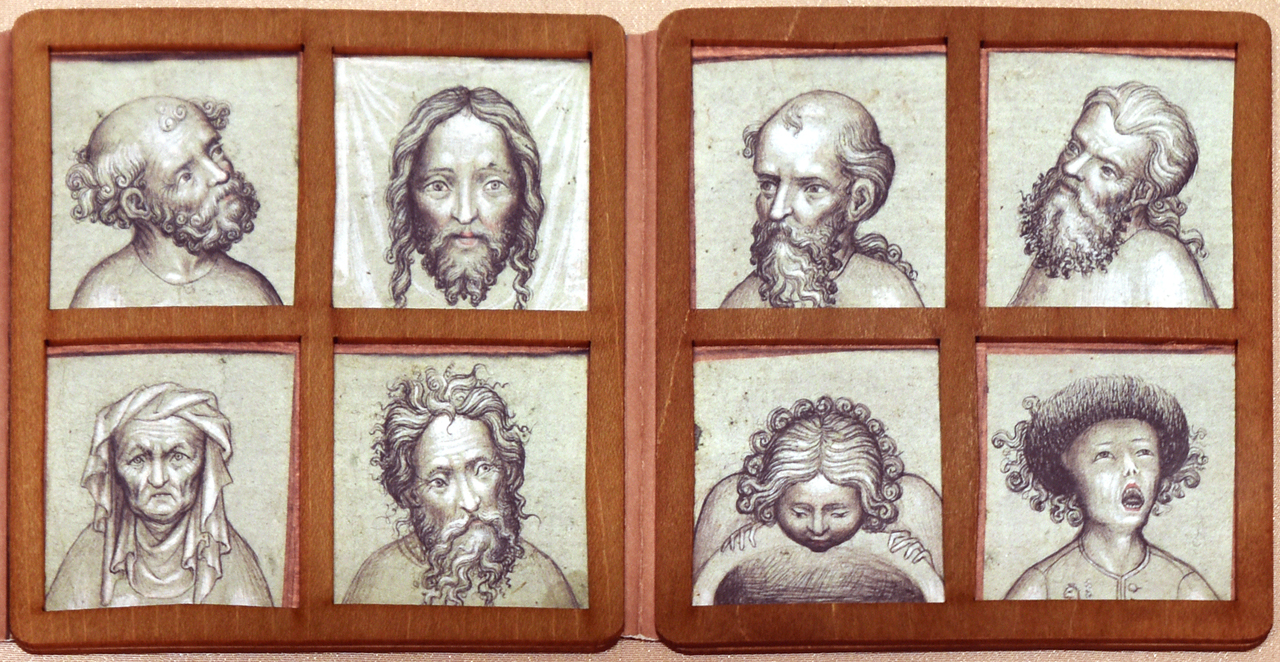
Ambraský náčrtník (detail) II
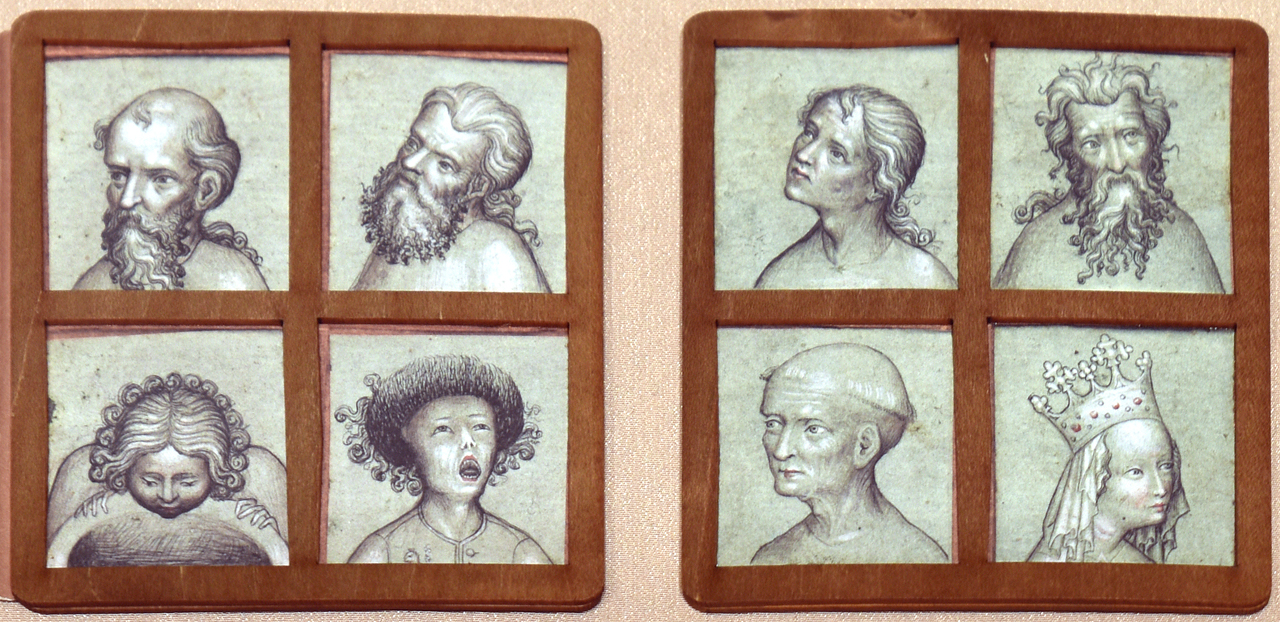
Ambraský náčrtník (detail) IV
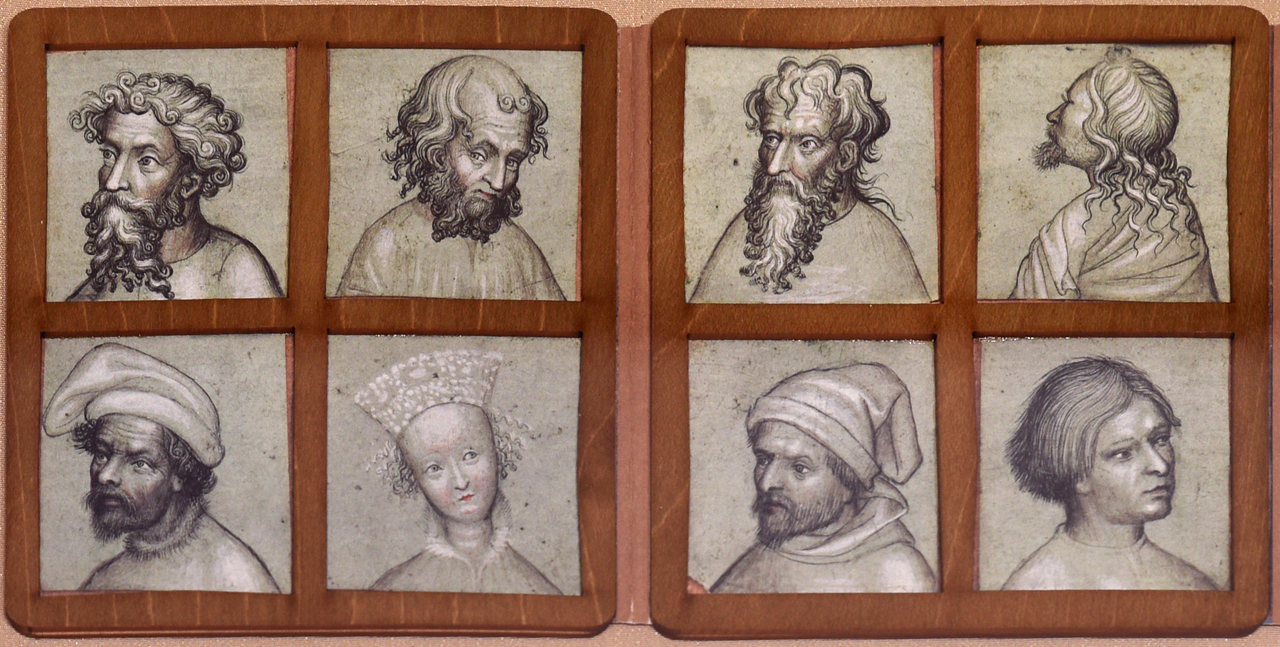
Ambraský náčrtník (detail) V
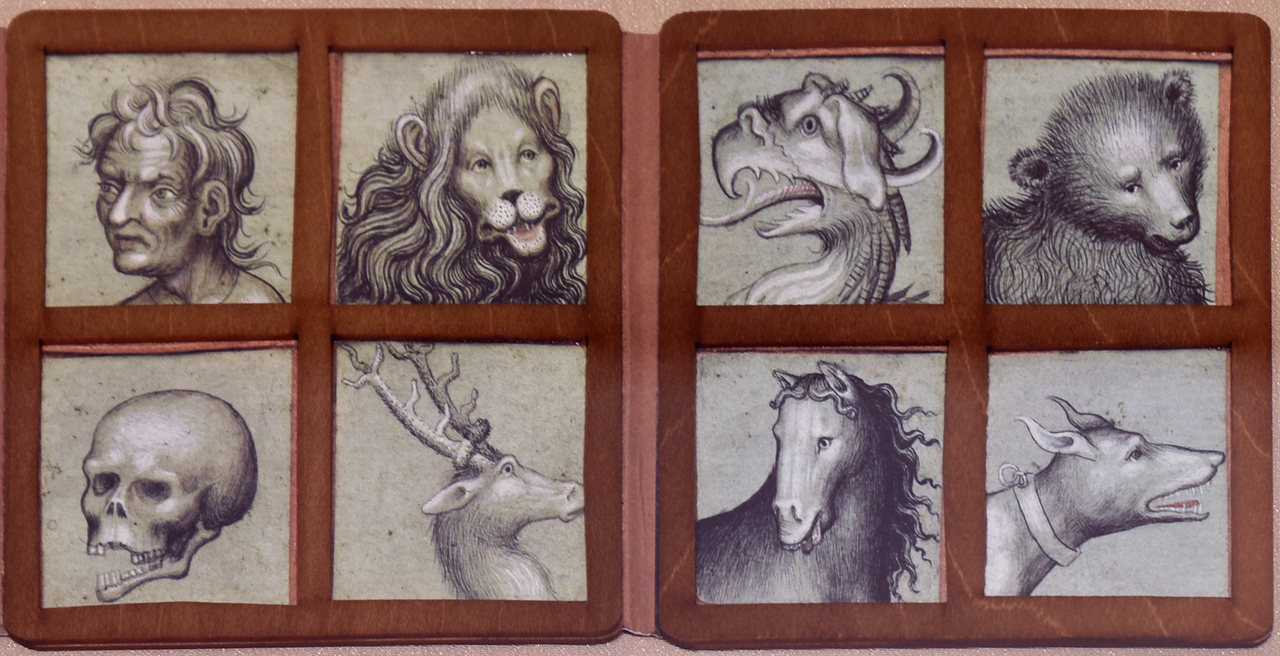
Ambraský náčrtník (detail) VI
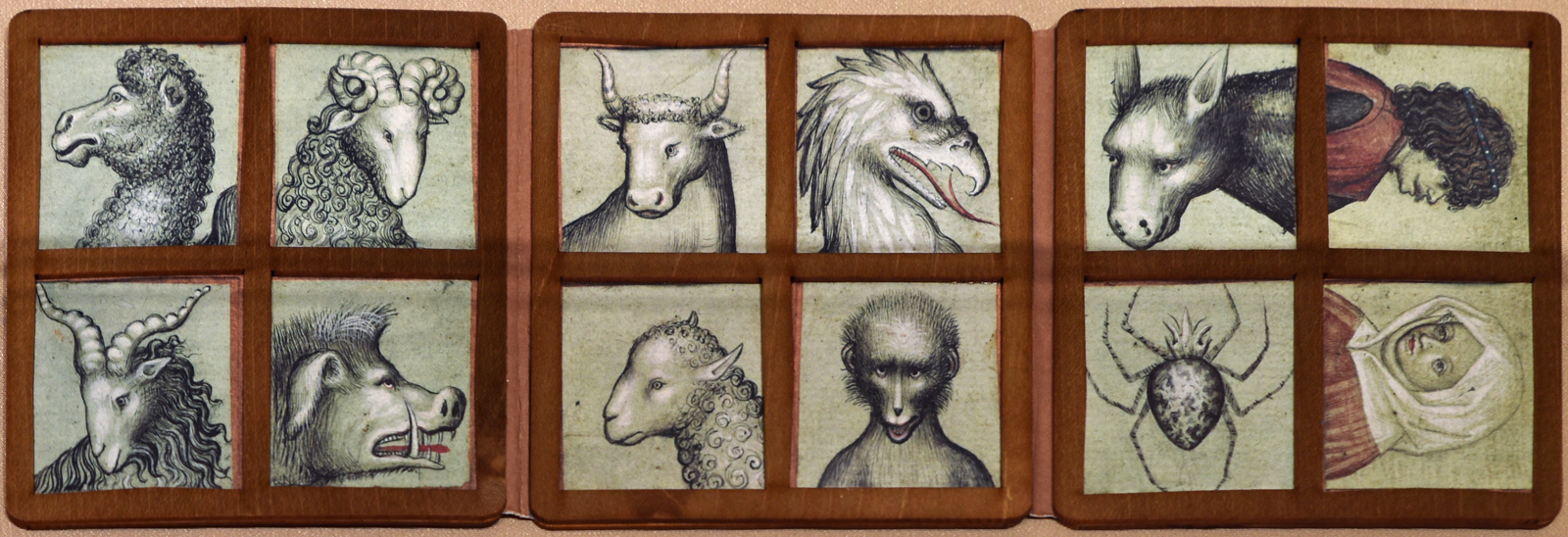
Ambraský náčrtník (detail) VII

### Příbuzná díla
- Wolfenbütelský skicář
- Brunšvický skicář (Braunschweiger Skizzenbuch), 1380–1420, Braunschweig, Herzog-Anton-Ulrich Museum[11]
- Martyrologium z Gerony
- Lucernský graduál
- Kapucínský cyklus